# Hermannia solaniflora
Hermannia solaniflora är en malvaväxtart som beskrevs av Karl Moritz Schumann. Hermannia solaniflora ingår i släktet Hermannia och familjen malvaväxter. Inga underarter finns listade i Catalogue of Life.